# Peritonealna dializa na domu
Peritonealna dializa je vrsta dialize s katero se pacienti zdravijo v domačem okolju.

## Peritonealna dializa
Dializo skozi kapilare peritonealne membrane večinoma 24 ur na dan izvaja njihovo telo. Velik pomen pri odločitvi o zdravljenju s peritonealno dializo ima pravočasno izobraževanje bolnikov o vseh možnih načinih nadomestnega zdravljenja. 
Danes se po vsem svetu s to obliko zdravljenja zdravi približno 200.000 (11 odstotkov dializnih bolnikov), njena pogostost pa je med posameznimi državami precej različna (od 80 odstotkov v Hong Kongu do 0 odstotkov v afriških državah). V Sloveniji v zadnjih letih narašča število bolnikov, zdravljenih s peritonealno dializo, približno 5 odstotkov vseh se jih zdravi na ta način.

### Zgodovina
Začetki segajo v zgodnja 60. in 70. leta 20. stoletja. Novembra 1977 so na ameriškem nefrološkem kongresu predstavili kontinuirano ambulantno peritonealno dializo (CAPD), leta 1978 jo je ameriška FDA (Food and Drug Administration) odobrila kot metodo zdravljenja.

### Prednosti peritonealne dialize
Prednosti so hkrati tudi argumenti za začetek nadomestnega zdravljenja ledvične odpovedi s peritonealno dializo. Ker je to dializa na domu, omogoča bolniku precejšno svobodo, neodvisnost in manjše prehranske omejitve manj strožji režim vnosa soli, vode, kalija). Pri bolnikih na peritonealni dializi se v primerjavi z bolniki na hemodializi dalj časa ohrani preostalo ledvično delovanje. Zaradi boljšega tekočinskega ravnovesja ob ohranjeni diurezi in dobre presnovne kontrole je bolnike lažje zdraviti.

### Osnove peritonealne dialize
Peritonealna votlina je največji serozni prostor v telesu. Dializo izvajamo tako, da skozi stalni peritonealni kateter, ki je vstavljen v trebušno (peritonealno) votlino, s pomočjo težnosti večkrat dnevno (najpogosteje 4-5 krat) vtočimo in iztočimo sterilno dializno raztopino. Pred vtokom v trebušno votlino mora biti segreta na telesno temperaturo.
Peritonealna membrana (mezotelij) deluje s svojimi kapilarami kot endogena polprepustna dializna membrana.
Glavna principa prenosa topljencev in tekočine skozi peritonealno membrano sta difuzija in konvekcija (prenos toplote z mesta z višjo temperaturo na mesto z nižjo), ki jih ustvarjata osmotski in hidrostatski tlak.
Difuzija je najpomembnejša za odstranitev uremičnih odpadnih produktov. 
Konvekcija je posledica osmotskega gradienta med relativno hipertonično dializno raztopino in relativno hipotonično kapilarno krvjo.
Prepustnost peritonealnih kapilar omogočajo pore treh različnih velikosti, skozi katere potujejo večje molekule (tudi beljakovine) s pomočjo konvekcije, majhni topljenci (sečnina, kreatinin, natrij, kalij) in voda (prehaja skozi najmanjše pore – akvaporine). Tretji proces peritonealnega transporta je absorbcija tekočine in topljencev, ki poteka skozi limfni sistem in je precej stalna – 1,0 do 2,0 ml/min.
Hitrost krvnega pretoka v kapilarah peritoneja(potrebušnice) in pretok dializne raztopine med peritonealno dializo sta bistveno manjša kot med hemodializo, pri kateri je pretok krvi pogosto višji kot 200 ml/min, pretok dializne raztopine pa višji od 400 ml/min. Zaradi tega so med peritonealno dializo očistki sečnine in drugih manjših molekul v določenem času bistveno manjši kot med hemodializo. Ker pa peritonealna dializa poteka kontinuirano 24 ur na dan in 7 dni v tednu, so tedenski očistki podobni tistim kot med hemodializo.

### Pripomočki za peritonealno dializo

#### Peritonealni dializni kateter
Omogoča komunikacijo med zunanjim svetom in notranjim sterilnim okoljem trebušne votline. Njegova funkcija je le mehanska, saj skozenj samo vtočimo in iztočimo dializno raztopino. Poznamo več različnih tipov peritonealnih katetrov, ki se razlikujejo po obliki, dolžini in materialu. Danes se največkrat uporablja Tenckhoffov kateter, ki je iz silikona.

#### Vrečke za peritonealno dializo
So različnih velikosti: od 2 do 2,5 l za ročne menjave in 5 l za menjave s pomočjo aparata. Vrečke so plastične, prozorne, industrijsko napolnjene, sterilizirane in pripravljene za enkratno uporabo. Uporabljamo izključno sistem z dvojnimi vrečkami (tako imenovan Y-sistem): ena vrečka je napolnjena s sterilno dializno raztopino, druga pa je prazna. Tak sistem dvojnih vrečk ob priključitvi na kateter omogoča najprej iztok dializne raztopine iz trebušne votline ter nato vtok sveže raztopine. Tak iztok dializne raztopine izpere cevje, po kateri nato vtočimo svežo raztopino, kar pomaga preprečiti peritonitis(vnetje potrebušnice).

#### Peritonealne dializne raztopine
Večina teh raztopin vsebuje laktatni ali bikarbonatni pufer(snov za uravnavanje kislosti), natrij, klor, kalcij, magnezij ter glukozo kot osmotski agens v treh različnih koncentracijah(1,36-, 2,27-, 3,86-odstotna). Večja koncentracija glukoze v dializni raztopini pomeni večje odstranjevanje vode(večjo ultrafiltracijo) in obratno. Raztopine z 1,1-odstotnimi aminskimi kislinami ne vsebujejo glukoze, imajo blago ultrafiltracijo, delujejo prehranjevalno, kar je še posebej pomembno pri podhranjenih bolnikih.

#### Aparati za samodejno menjavo peritonealne raztopine
Ti aparati so vse bolj izpopolnjeni in varnejši. S preprostim aparatom (ciklerjem) je mogoče napraviti menjavo ene same vrečke, bolj zapleteni aparati pa lahko različno število menjav velike količine peritonealne raztopine.

### Vrste peritonealne dialize

#### Kontinuirana ambulantna peritonealna dializa (CAPD)
Bolniki izvajajo menjave običajno 3 do 5-krat na dan. Peritonealna raztopina je stalno prisotna v trebuhu. Posamezna kopel traja 4-5 ur. Običajno si bolnik vtoči 2 litra (1,5-2,5 litra) sveže, na telesno temperaturo ogrete dializne raztopine. Uporabljajo samo sistem dvojnih vrečk, ki se po uporabi zavržejo. Vtok tekočine izvajajo bolniki ročno z uporabo težnosti po predhodnem iztoku uporabljene raztopine.

#### Avtomatizirana peritonealna dializa (APD)
Običajno jo izvajamo čez noč, s pomočjo aparata ciklerja traja 8-10 ur na dan, v tem času cikler opravi več menjav dializne raztopine po 1,5 do 3 litre, tako da čez noč izmenja 10 do 20 litrov dializne raztopine. Čez dan ima lahko bolnik t.i. mokri dan, ko ima v trebuhu ikodekstrin, lahko pa je trebuh čez dan tudi brez dializne tekočine (suh dan).
Peritonealna dializa se priporoča bolnikom, ki se želijo zdraviti doma, ki želijo ostati neodvisni in imeti liberalnejšo dieto, saj je vnos tekočin praktično normalen in pri vnosu sadja in zelenjave zaradi vsebnosti kalija ni posebnih omejitev. Peritonealna dializa je primerna za vse vrste bolnikov s končno odpovedjo ledvic: za otroke in odrasle bolnike, ki čakajo na presaditev ledvic, za ledvične bolnike z oslabljenim srcem, starejše bolnike, bolnike s sladkorno boleznijo, za bolnike z izčrpanim žilnim pristopom za hemodializo. Peritonealna dializa je primerna tudi za zdravljenje bolnikov s kroničnim kongestivnim srčnim popuščanjem, ki nimajo odpovedi ledvic, saj omogoča izboljšanje simptomov hipervolemije, zadostno odstranitev tekočine in možnost življenja v domačem okolju.

## Trenutek od postavitve diagnoze do prihoda patronažne medicinske sestre
Ledvične bolezni potekajo tiho. Največkrat odkrijemo ledvično bolezen slučajno pri preiskavah krvi in seča, redkeje zaradi simptoma, ki ga lahko povežemo z ledvično boleznijo. Okvara ledvic, ki traja več kot 3 mesece se kaže: s patološkimi spremembami in/ali s pokazatelji ledvične prizadetosti v krvi, urinu ali s spremembami pri morfoloških diagnostičnih metodah. Znižana GF < 60 ml/min/1,73 m2, več kot 3 mesece, z ali brez okvare ledvic. V času stabilne ledvične bolezni lahko uporabimo za oceno GF izmerjeni očistek kreatinina. Očistek v laboratoriju izračunajo iz serumske koncentracije kreatinina in analize zbranega 24-urnega seča po enačbi. Ocenjevalne enačbe podajo vrednost oGF prilagojeno na telesno površino (TP), v enoti ml/min/1,73 m². Pri vrednotenju rezultata nam pomaga količina s sečem izločenega kreatinina na kilogram telesne teže.
Ko je pacient diagnosticiran z boleznijo, pride na center za dializo na posvet z medicinskimi sestrami in zdravnikom o različnih možnostih zdravljenja- hemodializa, peritonealna dializa. Lahko se odloči za navadno hemodializo, ki se bo izvajala v bolnišnici 3 krat tedensko. Lahko pa izbere peritonealno dializo, ki se izvaja doma 24-urno vsakodnevno.
Če ima pacient željo izvajati dializo doma in tega sam ni sposoben samostojno izvajati, se zaprosi za asistirano peritonealno dializo. Starostniki imajo pogosto številna obolenja, ne samo bolezni ožilja, ki so povezane z boleznijo ledvic, ampak tudi obolenja, ki so povezana s starostjo (slabovidnost, naglušnost, slabša okretnost, artritis, kognitivne težave). Vsi ti dejavniki vplivajo na izbor metode nadomestnega zdravljenja. Nato se kontaktira patronažno službo, ki bo preverila kadrovsko zmožnost v regiji. Pride se na ogled domačega okolja in se oceni primernost za izvajanje postopka. Pri tem se izpolni Poročilo patronažne sestre z obiska na domu , ter poročilo preda nefrologu. Če so pogoji izpolnjeni, se pacientu vstavi peritonealni kateter (PD kateter).

## Izobraževanje
Edukacija poteka v lokalnem centru za dializo/peritonealno dializo. Izvajalci edukacije so medicinske sestre, ki so izvajalke PD v lokalnem centru po podobnem sistemu kot poteka edukacija pacientov oz. njihovih svojcev, kadar so v izvajanje PD vključeni le-ti. Pomembno je izobraževati bolnika, samostojnega izvajanja peritonealne dialize. Pomembno je, da imajo bolniki pred odpustom dovolj znanja za varno samooskrbo pri peritonealni dializi.
V programu usposabljanja pacientov se jih nauči:
- Pregled PD
- Aseptična tehnika, umivanje rok
- Koraki pri menjavi CAPD ali postopkih APD
- Nujni ukrepi ob kontaminaciji
- Nega izstopišča
- Zapleti (peritonitis, ravnovesje tekočin, težave pri iztoku, zaprtje, okužbe izstopišča, fibrin, zatekanje raztopine, bolečina, dodajanje zdravil intraperitonealno )
- Odpravljanje težav
- Zapisovanje podatkov o zdravljenju
- Naročanje materiala
- Obisk v bolnišnici/obisk na domu
- Potovanja/ zaposlitev/ hobiji/ šport

Da bi zagotovili najboljše mogoče okolje za poučevanje in učenje, je potrebno upoštevati naslednja navodila:
- Oceniti bolnikov slog učenja.
- Oceniti morebitne ovire pri učenju (telesne, psihosocialne, okoljske).
- Učni načrt sestavite v sodelovanju z bolnikom.
- Izvedite, kar ste načrtovali, preglejte, ali je učenje uspešno, in ponavljajte, dokler ni cilj dosežen.

## Patronažno varstvo
Veliko pacientov s končno odpovedjo ledvic so starejši in potrebujejo pomoč, zaradi tega je tudi možnost izvajanja peritonealne dialize v domačem okolju. Diplomirana medicinska sestra se vključuje pri tistih osebah, ki živijo sami ali njihovi svojci niso sposobni izvajati. Lahko gre samo za prehodno obdobje ko se še učijo,niso še samostojni ali ob nenadni bolezni in trenutno niso sposobni.
V patronažnem varstvu se pri pacientih, ki se zdravijo s PD izvajajo:
- preventivni patronažni obisk v preddializnem obdobju
- preventivni patronažni obisk pri pacientu, ki se zdravi s PD na domu
- podaljšan kurativni patronažni obisk pri pacientu z APD zjutraj
- kurativni patronažni obisk pri pacientu z APD zvečer
- kurativni patronažni obisk pri pacientu s CAPD

Patronažna medicinska sestra opravi patronažni obisk na podlagi izdanega delovnega naloga pri pacientu, ki se zdravi z asistirano APD. Obisk izvaja diplomirana medicinska sestra s potrebnimi posebnimi znanji s področja PD. V sklopu patronažnih obiskov medicinske sestre delujejo v skladu z načrtom zdravstvene nege po procesni metodi ter ovrednotijo fiziološke, psihofizične, psihosocialne in duhovne potrebe pacientov, sodelujejo pa tudi z izbranim zdravnikom in se povezujejo s preostalimi odgovornimi službami.
Osebe , ki si ne morejo same izvajati peritonealne dialize (PD) ali nimajo pomoči sorodnikov, lahko izberejo PD kot metodo nadomestnega zdravljenja. Izraz asistirana peritonealna dializa (aPD) pomeni, da zdravstveni delavec opravlja celotno ali del dializnega zdravljenja in s tem omogoča več osebam, da so deležni te vrste zdravljenja v skupnosti. Asistirana PD omogoča osebam okrepitev usposabljanja in zagotavljanje varnosti, dodatni nadzor, nadomestno oskrbo zaradi druge bolezni, ki je vzrok, da pacient določen čas ni samostojen, dodatno skrb za družino, prav tako omogoča tudi stalno podporo in pomoč. Asistirano peritonealno dializo izvajajo patronažne medicinske sestre in medicinske sestre v domovih za ostarele, ki se dodatno izobrazijo z znanji s področja peritonealne dialize. Sodelovanje med medicinskim osebjem iz dializnega centra in zdravstvenim osebjem domov za starejše ter patronažnimi medicinskimi sestrami je zelo uspešno. Z dobrim načrtovanjem izobraževanj in stalno podporo domovom za starejše in patronažnim medicinskim sestram ter s pogostimi osvežitvami znanj se zagotavlja raven usposobljenosti in uspešnost izvajanja asistirane peritonealne dialize.
Asistirana PD je razvita v številnih deželah in se izvaja v domovih za ostarele ali jo izvajajo patronažne medicinske sestre pri pacientih, ki si sami ne morejo izvajati PD ali nimajo pomoči v družini. Asistirana PD se v DSO izvaja kot CAPD(kontinuirana ambulantna peritonealna dializa) ali APD (avtomatizirana peritonealna dializa) metoda. Medicinska sestra pri metodi CAPD izvaja menjavo dializne raztopine 3-krat do 4-krat na dan, pri APD metodi pa pacienta zvečer priključi na aparat za avtomatizirano PD in ga zjutraj odklopi od aparata. Medicinska sestra vsak dan meri bolnikove vitalne funkcije in telesno težo, izvaja toaleto izstopišča katetra za peritonealno dializo, skrbi za zalogo dializnega materiala. Medicinski sestri je zagotovljena 24-urna strokovna pomoč osebja dializnega oddelka, v katerem se pacient zdravi.
Ostale potrebne menjave izvaja pacient v sodelovanju s svojci in v dogovoru s patronažno medicinsko sestro, ki se vključuje v menjave v skladu s potrebami pacienta, vendar največ 2 krat na dan. Pri obisku oceni stanje in pripravi pacienta, njegove svojce in prostor. Najpogostejši vzroki za obisk so usposabljanje, ponovno usposabljanje, zmanjšanje zapletov, npr. Peritonitisa, ocena prilagajanja in podpora pacientom in svojcem. Prednosti obiska na domu je veliko, vendar je občasno težavno zaradi nedostopnosti, v primeru če oseba živi daleč od ambulante.

## Psihološka podpora družini
Kronična ledvična bolezen je opredeljena kot napredujoča izguba ledvične funkcije, za katero je značilna trajna nezmožnost, ki zahteva dolgotrajno zdravstveno nego in oskrbo. Najbolj optimalno možnost zdravljenja predstavlja presaditev ledvic. Dokler se le-ta ne izvede, najboljšo alternativo predstavlja dializa. Poleg tega, da izboljšuje pacientovo kakovost življenja, hkrati povzroča spremembe v osebnosti, družinski in socialni dinamiki.

### Pediatrično področje
Breme peritonealne dialize na domu se pokaže predvsem pri otrocih in njihovih družinah, ki vsak dan izvajajo različne medicinske postopke. Gre za zapleteno obliko nadomestnega zdravljenja na domu, ki zahteva da družinski člani sprejmejo vlogo glavnega negovalca s pomembnim vplivom na pacientovo splošno počutje in kakovost življenja. Družina se mora soočiti z novimi zahtevami, spremembami in stalnimi prilagoditvami. Vse te težave se lahko olajšajo z ustrezno in strokovno podporo zdravstvenih delavcev, zlasti patronažnih medicinskih sester.
V ospredju so strategije za zmanjševanje vpliva na družino, predvsem intervencije za pospeševanje prilagoditvenega procesa na povečane potrebe po zdravstveni oskrbi. Skrb za pacienta s peritonealno dializo ima negativne posledice predvsem na mentalno zdravje negovalcev. Povečana je verjetnost za pojav depresije, hkrati pa je poudarjena pomembnost pravočasne prepoznave njihove utrujenosti/izgorelosti.

#### Starši in sorojenci
Starši imajo težave pri ohranjenju stalnega delovnega mesta in se soočajo z velikim finančnim bremenom, ki ga prinaša visoka stopnja zdravstvene oskrbe. Omejeno je družabno življenje, pojavi se tudi nezadovoljstvo zaradi potrebe po stalni prisotnosti. Vodilno vlogo največkrat prevzamejo matere. Zaradi pogoste preobremenjenosti in pomanjkanja časa se kažejo posledice v njihovem vsakdanjem življenju in družinskem okolju. Povečana je stopnja stresa in tesnobe, saj je mati zadolžena za večino nalog povezanih s skrbjo otroka, le-te pa le stežka prepusti partnerju. To materam daje občutek žrtvovanja. Da bi zmanjšali breme osrednjega negovalca, morajo medicinske sestre spodbujati vključevanje vseh družinskih članov v skrb za pacienta s kronično boleznijo. V ospredju so strategije za razbremenitev materinega bremena in krepitev mehanizmov za soočenja z razmerami, s katerimi se družina spopada. Stretegije spoprijemanja so razdelitev nalog v povezavi z zdravstveno nego pacienta med družinskimi člani, s tem pa več prostega časa in počitka za osrednjega negovalca. Spremenjen način življenja vpliva tudi na sorojence. Deležni so drugačnega otroštva, saj se večina pozornosti in dnevne rutine usmerja v nego otroka. Občutki ljubosumja zato niso izključeni. Oskrbo pacienta lahko razumejo kot “razvajanje”, na škodo pozornosti do drugih otrok. V primeru odsotnosti staršev prevzemajo večjo odgovornosti pri oskrbi pacienta. Razumevanje vlog in njihovega preoblikovanja znotraj družine medicinski sestri omogoča dobro podlago za načrtovanje intervencij.

### Religija in duhovnost
Pri načrtovanju intervencij mora medicinska sestra posebno pozornost nameniti opredelitvi družinskih verskih praks, da lahko bolje razume njihov odnos do bolezni in terapevtskega procesa. Religija in duhovnost lahko družini predstavlja vir tolažbe in upanja, kar vpliva na njihovo dobro počutje ter jim daje občutek moči.

### Potrebe družine
Družina pacienta s peritonealno dializo ceni in upošteva informacije, ki so podane s strani medicinske sestre, vendar le-te ocenjuje kot nezadostno obliko podpore. Potrebujejo tudi čustveno podporo (predvsem s strani razširjene družine), podporo s strani bolnišnice, izobraževalnih, političnih in verskih ustanov. Ključno je, da medicinske sestre nudijo pomoč pri reorganizaciji vlog znotraj družine in prilagoditvi na bolezensko stanje. Komunicirajo naj na jasen in tekoč način. Intervencije morajo biti osredotočene na vse družinske člane ter njihove izkušnje s pacientom, in ne samo na tehnično izvedbo postopka.